# Domenico Orsini d'Aragona
Domenico Orsini d'Aragona, född 5 juni 1719 i Neapel, död 10 januari 1789 i Rom, var en italiensk kardinal.
Domenico Orsini d'Aragona var son till Ferdinando Beroaldo Filippo Orsini, hertig av Gravina, och dennes andra hustru, Giacinta Marescotti-Ruspoli. År 1743 utsågs han till kardinal av påve Benedictus XIV. Han beskrivs som frikostig med allmosor åt de fattiga. Han gav även bidrag till olika ordnar och rustade upp de kyrkor han innehade som kardinaldiakon.
Domenico Orsini d'Aragona avled år 1789 och hans begravning förrättades i Santa Maria in Vallicella. Han är begravd i basilikan San Giovanni in Laterano.